# Осохтох
Осохто́х (якут. Оһохтоох) — село в Верхоянском улусе Республики Саха (Якутия) России. Входит в состав Эгинского наслега.

## География
Село находится в северной части Якутии, на левом берегу реки Бакы, к западу от реки Яна, на расстоянии примерно 7 км (по прямой) к северо-северо-западу (NNW) от посёлка Батагай, административного центра улуса.
Климат
Климат характеризуется как резко континентальный, с продолжительной морозной малоснежной зимой и коротким прохладным летом. Средняя температура воздуха самого тёплого месяца (июля) составляет 16-17 °C; самого холодного (января) — −38 − −48 °C. Среднегодовое количество атмосферных осадков составляет 150—300 мм. Снежный покров держится в течение 215—235 дней в году.
Часовой пояс
Село Осохтох находится в часовой зоне МСК+7. Смещение применяемого времени относительно UTC составляет +10:00.

## Население
| 2002 | 2010 | 2021 |
| ---- | ---- | ---- |
| 148  | ↘140 | ↘110 |

Половой состав
По данным Всероссийской переписи населения 2010 года, в гендерной структуре населения мужчины составляли 49,3 %, женщины — соответственно 50,7 %.
Национальный состав
Согласно результатам переписи 2002 года, в национальной структуре населения якуты составляли 96 % из 148 чел.

## Улицы
- ул. Речная,
- ул. Строительная,
- ул. Центральная[9].